# Paulo Roberto Ceccarelli
Paulo Roberto Ceccarelli é um psicólogo, psicanalista, professor universitário, pesquisador e escritor brasileiro.
Nascido em Mirassol, mudou-se para Belo Horizonte logo após o nascimento. Em 1983, concluiu o curso de psicologia na Pontifícia Universidade Católica de Minas Gerais. É doutor pela Universidade de Paris VII, membro fundador e sócio de diversas instituições de pesquisa nacionais e internacionais, além de atuar como professor e coordenador de cursos de especialização na área de saúde e sofrimento psíquico, psicologia e psicanálise.

## Formação acadêmica
Antes de iniciar os estudos de psicologia, Paulo Roberto começou a cursar engenharia elétrica na Universidade Federal de Minas Gerais, em Belo Horizonte. Entre 1979 e 1983, foi aluno da Faculdade de Psicologia da PUC Minas.
Em 1987, concluiu a especialização em psicanálise: A gênese da Escuta analítica, na UFMG, e, em 1988, a especialização em clínica. Em 1989, seguiu para um doutorado em Paris, na Universidade Paris VII.
Em 1995, tornou-se Doutor em psicopatologia fundamental e psicanálise, após defender a tese intitulada A formação do sentimento de identidade sexual no transexual. Ao mesmo tempo, completou sua formação teórico-clínica em psicanálise, e trabalhou como psicanalista em instituições francesas ligadas à questão das adicções e saúde mental.
Entre 2008 e 2009, retornou à França atendendo a um convite para dar aulas na Université de Bretagne Occidental, em Brest. Nesse período, fez um pós-doutorado, também na Universidade Paris VII - Diderot, atualmente chamada de Universidade Paris Cité, com o tema Psicanálise e Mitologia.

## Biografia
No início de sua vida profissional, Paulo Roberto Ceccarelli foi professor na PUC Minas, entre 1986 e 1988. Em seguida, mudou-se para a França, vivendo mais de 8 anos em Paris. Nesse período, além da pesquisa de doutorado, deu continuidade a sua formação psicanalítica na Société de Psychanalyse Freudienne (SPF), tornando-se membro afiliado dessa instituição. Fez também análise pessoal, supervisão, além de atender como psicanalista em consultório particular.
Quando retornou ao Brasil, instalou-se em São Paulo, onde participou de pesquisas teórico-clínicas em diversas áreas. Foi pesquisador no Laboratório de Psicopatologia Fundamental do Núcleo de Psicanálise do Programa de Estudos Pós-Graduados em Psicologia Clínica da PUC-SP.
É cofundador do Laboratório de Psicopatologia Fundamental do Departamento de Psicologia Médica e Psiquiatria da Faculdade de Ciências Médicas da Universidade Estadual de Campinas.
Atuou como consultor e colaborador no projeto PRO-SEX (Projeto de Sexualidade) do Departamento de Psiquiatria e no Ambulatório de Endocrinologia do Hospital das Clínicas de São Paulo.
Ainda em São Paulo, foi um dos fundadores do Grupo TVer, junto à política Marta Suplicy, com o intuito de discutir a qualidade da televisão brasileira.
Em 2000, de volta para Belo Horizonte, retomou o trabalho como professor na PUC Minas, função que exerceu até 2020. Tornou-se sócio do Círculo Psicanalítico de Minas Gerais (CPMG).
Em junho de 2009, foi convidado por professores da Universidade Paris VII para participar da fundação da Rede Internacional em Psicopatologia Transcultural.
Em 2016, participou da fundação do Círculo Psicanalítico do Pará (CPPA).
Ceccarelli é diretor científico da Clínica Ampliada de Saúde Mental (CASM), e fundador e coordenador do Instituto Mineiro de Sexualidade (IMSEX), ambos em Belo Horizonte.
Como escritor, publicou obras na área de sexualidade, gênero e transexualidade, atuando também como organizador em outras publicações.

#### Participação em projetos e associações
O pesquisador é professor e orientador de pesquisas na pós-graduação em psicologia da Universidade Federal do Pará e no mestrado em promoção de saúde e prevenção da violência/MP da Faculdade de Medicina da UFMG.
É professor e coordenador na pós-graduação em sexualidade humana da Faculdade Santa Casa, em Belo Horizonte. Também coordena e ministra cursos e seminários como membro do corpo docente do Contemporâneo: Instituto de Psicanálise e Transdisciplinaridade, em Porto Alegre, é professor das especializações do Instituto ESPE e coordenador de programas de formação livre, e coordenador de seminários na PERCURSO - Centro de Estudos e Formação em Psicanálise de Manaus/AM.
Participa de várias associações e comissões com atuação em diversos estados do Brasil e também no exterior. Por 6 anos, foi pesquisador do Conselho Nacional de Desenvolvimento Científico e Tecnológico.
É membro da Associação Universitária de Pesquisa em Psicopatologia Fundamental, membro do Programa Antártico Brasileiro (PROANTAR), e pesquisador associado do Laboratório Interdisciplinar de Pesquisa e Intervenção Social - LIPIS (PUC-Rio). Foi membro efetivo da Comissão de Direitos Humanos do Conselho Regional de Psicologia da 4ª Região - Minas Gerais.
Publica artigos, textos e trabalhos acadêmicos em seu site, com acesso liberado para todos os usuários.